# Brenda Vaccaro
Brenda Buell Vaccaro (Brooklyn, Nova York, Estats Units, 19 de novembre de 1939), coneguda com a Brenda Vaccaro, és una actriu de cinema, televisió i teatre estatunidenca d'ascendència italiana.

## Cinema
Va créixer a Dallas (Texas), on els seus pares van fundar un restaurant. Després va tornar a Nova York, on el 1961 participà en l'obra de teatre de Broadway Everybody Loves Opal, que li va valdre un dels Theatre World Award.
Vaccaro va protagonitzar, al costat de Dustin Hoffman i a Jon Voight, la pel·lícula Cowboy de mitjanit, el 1969. El 1976, va ser candidata a un Oscar en la categoria de Millor actriu de repartiment, i va guanyar el Globus d'Or a la Millor actriu de repartiment, pel seu paper en la pel·lícula Jacqueline Susann's Onze Is Not Enough, de 1975, protagonitzada per Kirk Douglas, i va participar en el film de catàstrofe Aeroport 77, dins d'un extens repartiment d'estrelles, que incloïa James Stewart, Jack Lemmon, Lee Grant, Olivia de Havilland i Christopher Lee, entre d'altres.
El 1981, va participar en una popular comèdia sobre el personatge el Zorro, Zorro, the Gay Blade, amb George Hamilton, i el 1984, en la fallida pel·lícula Supergirl, on va alternar amb Faye Dunaway i Peter O'Toole. El 1989, va treballar en Deu negrets, adaptació d'una novel·la de Agatha Christie, al costat de figures veteranes com Donald Pleasence i Herbert Lom. El 1996, va tenir un paper en L'amor té dues cares, dirigit per Barbra Streisand, que va comptar amb la participació de Lauren Bacall.

## Teatre
Com consumada intèrpret teatral, d Broadway va representar el paper original de Cynthia en l'obra How Now, Dow Jones i ha estat nominada a tres premis Tony a la Millor actriu. Ha intervingut, entre altres muntatges, en Jake's Women (1992), de Neil Simon.
També ha tingut aparicions episòdiques en nombroses sèries de televisió, com Columbo, The Streets of San Francisco, The Love Boat, The Golden Girls, Friends i, més recentment, Gypsy.

## Filmografia

### Cinema
| Any  | Títol                                       | Paper              | Notes                                                                                  |
| ---- | ------------------------------------------- | ------------------ | -------------------------------------------------------------------------------------- |
| 1969 | Què cal fer (Where It's At)                 | Molly Hirsch       | Nominada—Globus d'Or a la Nova Estrella de l'Any – Actriu                              |
| 1969 | Cowboy de mitjanit (Midnight Cowboy)        | Shirley            | Nominada—Globus d'Or a la millor actriu secundària                                     |
| 1970 | I Love My Wife                              | Jody Burrows       |                                                                                        |
| 1971 | Going Home                                  | Jenny              |                                                                                        |
| 1972 | La casa de l'arbre (Summertree)             | Vanetta            |                                                                                        |
| 1975 | Once Is Not Enough                          | Linda Riggs        | Globus d'Or a la millor actriu secundària Nominada—Oscar a la millor actriu secundària |
| 1976 | Cap de setmana sagnant (Death Weekend)      | Diane              |                                                                                        |
| 1977 | Capricorn u (Capricorn One)                 | Kay Brubaker       | Nominada—Premi Saturn a la millor actriu secundària                                    |
| 1977 | Airport '77                                 | Eve Clayton        |                                                                                        |
| 1979 | Fast Charlie... the Moonbeam Rider          | Grace Wolf         |                                                                                        |
| 1980 | El primer pecat mortal (First Deadly Sin)   | Monica Gilbert     |                                                                                        |
| 1981 | Zorro, The Gay Blade                        | Florinda           |                                                                                        |
| 1984 | Supergirl                                   | Bianca             |                                                                                        |
| 1985 | Disbauxa tropical (Water)                   | Dolores Thwaites   |                                                                                        |
| 1988 | Cor de mitjanit (Heart of Midnight)         | Betty              |                                                                                        |
| 1989 | Ten Little Indians                          | Marion Marshall    |                                                                                        |
| 1989 | Cookie                                      | Bunny              |                                                                                        |
| 1990 | Lethal Games                                | Stella Hudson      |                                                                                        |
| 1991 | Masque of the Red Death                     | Elaina Hart        |                                                                                        |
| 1994 | Love Affair                                 | Nora Stillman      |                                                                                        |
| 1996 | L'amor té dues cares (Mirror Has Two Faces) | Doris              |                                                                                        |
| 2002 | Sonny                                       | Meg                |                                                                                        |
| 2003 | Charlotte's Web 2: Wilbur's Great Adventure | Mrs. Hirsch        |                                                                                        |
| 2005 | Boynton Beach Club                          | Marilyn            |                                                                                        |
| 2016 | Kubo and the Two Strings                    | Kameyo             | Veu                                                                                    |
| 2017 | The Clapper                                 | Ida Krumble        |                                                                                        |
| 2017 | 30-Love                                     | Hellen             |                                                                                        |
| 2019 | Once Upon a Time in Hollywood               | Mary Alice Schwarz |                                                                                        |

### Televisió
| Any       | Títol                                   | Paper                                | Notes                                                                                                |
| --------- | --------------------------------------- | ------------------------------------ | --- |
| 1961      | Naked City                              | Rosa Alloro                          | Episodi: "The Corpse Ran Down Mulberry Street"                                                       |
| 1963      | The Fugitive                            | Joanne Spencer                       | Episodi: "See Hollywood and Die"                                                                     |
| 1971      | What's a Nice Girl Like You...?         | Shirley                              | Telefilm                                                                                             |
| 1972      | Marcus Welby, M.D.                      | Marilyn Hoffman                      | Episodi: "House of Mirrors"                                                                          |
| 1972      | Streets of San Francisco                | Police Officer Sherry Reese          | Episodi: "Act of Duty"                                                                               |
| 1972      | McCloud                                 | Oficial de policia Margaret Sereno   | Episodi: "The Park Avenue Rustlers"                                                                  |
| 1972      | Banacek                                 | Sharon Clark                         | Episodi: "To Steal a King"                                                                           |
| 1974      | The Shape of Things                     | Desconegut                           | Telefilm Primetime Emmy a la millor actuació individual en un programa musical o de varietats        |
| 1974      | Streets of San Francisco                | Hit Woman Sidney (AKA Sally Banning) | Episodi: "The Most Deadly Species"                                                                   |
| 1976      | Sara                                    | Sara Yarnell                         | 12 Episodis Nominada—Primetime Emmy a la millor actriu en sèrie dramàtica                            |
| 1976      | Territorial Men                         | Sara Yarnell                         | Telefilm                                                                                             |
| 1979      | Dear Detective                          | Det. Sgt. Kate Hudson                | 4 Episodis                                                                                           |
| 1980      | Guyana Tragedy: The Story of Jim Jones  | Jane Briggs                          | Telefilm                                                                                             |
| 1981      | The Star Maker                          | Dolores Baker                        | Telefilm                                                                                             |
| 1981      | The Pride of Jesse Hallam               | Marion Galucci                       | Telefilm                                                                                             |
| 1983      | Fame                                    | Ella mateixa                         | Episodi Blood, Sweat and Circuits                                                                    |
| 1984      | Paper Dolls                             | Julia Blake                          | 13 Episodis                                                                                          |
| 1984      | A cor obert (St. Elsewhere)             | Rose Orso                            | Episodi: "The Women"                                                                                 |
| 1984      | The Love Boat                           | Eleanor Savage                       | 2 Episodis                                                                                           |
| 1985      | Deceptions                              | Helen Adams                          | Telefilm                                                                                             |
| 1985      | Care Bears                              | Auntie Freeze                        | 2 Episodis; sense acreditar                                                                          |
| 1987      | The Jetsons Meet the Flintstones        | Didi                                 | Telefilm                                                                                             |
| 1988      | S'ha escrit un crim (Murder, She Wrote) | Mimi Harcourt                        | Episodi: "Just Another Fish Story"                                                                   |
| 1990      | S'ha escrit un crim (Murder, She Wrote) | Didi Blair                           | Episodi: "The Fixer-Upper"                                                                           |
| 1990      | S'ha escrit un crim (Murder, She Wrote) | Sheila Kowalski Finley               | Episodi: "The Family Jewels"                                                                         |
| 1990      | The Golden Girls                        | Angela Petrillo                      | Episodi: "Ebbtide's Revenge" Nominada—Primetime Emmy a la millor actriu convidada - Sèrie de comèdia |
| 1990      | Columbo                                 | Jess McCurdy                         | Episodi: "Murder in Malibu"                                                                          |
| 1990      | Stolen: One Husband                     | Lisa Jarrett                         | Telefilm                                                                                             |
| 1992      | Civil Wars                              | Actriu                               | Episodi: "Oceans White the Phone"                                                                    |
| 1992      | Red Shoe Diaries                        | Martha                               | Telefilm                                                                                             |
| 1995      | Friends                                 | Gloria Tribbiani                     | Episodi: "The One with the Boobies"                                                                  |
| 1996      | Touched by an Angel                     | Al                                   | Episodi: "Out of the Darkness"                                                                       |
| 1997      | Ally McBeal                             | Karen Horowitz                       | Episodi: "The Attitude"                                                                              |
| 1997–2004 | Johnny Bravo                            | Bunny Bravo                          | 55 Episodis                                                                                          |
| 1998      | The King of Queens                      | Sheila Rednester                     | Episodi: "Paternal Affairs"                                                                          |
| 2001      | Becker                                  | Bob's Mother                         | Episodi: "The Ghost of Christmas Presents"                                                           |
| 2002      | Just a Walk in the Park                 | Selma Williams                       | Telefilm                                                                                             |
| 2004      | Just Desserts                           | Lina                                 | Telefilm                                                                                             |
| 2005      | American Dad!                           | Strip Club Manager                   | Episodi: "Stan Knows Best"                                                                           |
| 2006      | Nip/Tuck                                | Beatrice Madsen                      | Episodi: "Diana Lubey"                                                                               |
| 2006      | The War at Home                         | Barbara                              | Episodi: "The West Palm Beach Story"                                                                 |
| 2010      | You Don't Know Jack                     | Margo Janus                          | Telefilm                                                                                             |
| 2017      | Gypsy                                   | Claire Rogers                        | 8 Episodis                                                                                           |
| 2017      | Superior Donuts                         | Ellen                                | Episodi: "Get It, Arthur"                                                                            |
| 2018      | Summer Camp Island                      | Godmonster                           | Episodi: "Monster Visit"                                                                             |